# شورش بابیان
ماهیت چالش‌برانگیز و انقلابی ادعاهای باب مخالفت روحانیون و در پی آن مقامات مدنی ایران دوره قاجار را برانگیخت. اگرچه در سه سال و نیم اولیهٔ جنبش بابیان اطلاعاتی در مورد بابیانی که به دلیل اعتقادشان کشته شدند در دست نیست اما تعداد قابل توجهی از آنان تحت تعقیب، و مورد ضرب و شتم، آزار و شکنجه قرار گرفتند. از جمله این موارد می‌توان به دستگیری و محاکمه یکی از پیروان اولیه باب به نام ملا علی بسطامی در عراق عثمانی در ژانویه ۱۸۴۵ اشاره کرد که منجر به محکومیت وی به کار اجباری در اسکله‌های دریایی استانبول شد. وی کمی بعد در آنجا درگذشت. نمونه دیگر تحقیر و شکنجه دو بابی در ملأ عام در شیراز است که در اواسط سال ۱۸۴۵ به وقوع پیوست.
اولین کشتار عمده بابیان که در تاریخ ثبت شده به دنبال قتل روحانی برجسته قزوین، ملّا محمد تقی برغانی اتفاق افتاد. ملّا محمد تقی برغانی عمو و پدرشوهر طاهره، و از مخالفان اصلی شیخی‌ها و بابی‌ها بود. با وجود آنکه قاتل وی شیخی بود، اما طاهره و یارانش مقصر شناخته شده و تعداد قابل توجهی از آنان دستگیر شدند، یکی از آنان به‌طور رسمی اعدام شد و تعداد زیادی دیگر توسط طرفداران ملّا محمد تقی برغانی به قتل رسیدند. از آن زمان به بعد، حملات علیه بابیان توسط روحانیون برجسته و پیروان آنها رواج بیشتری یافت و برخی از بابیان شروع به حمل سلاح کردند.
یکی از این حملات در بارفروش مازندران (بابل کنونی) رخ داد که منجر به کشته‌شدن چندین بابی و مخالفان آن‌ها و همچنین درگیری مسلحانه بابیان و دشمنان آنها در قلعه شیخ طبرسی شد. پس از آن، دو درگیری بزرگ دیگری بین بابیان و مخالفان‌شان در شهرهای زنجان و نیریز به ترتیب در شمال و جنوب ایران و همچنین درگیری کوچکتری در یزد رخ داد. مجموعاً چند هزار بابی در این درگیری‌ها کشته شدند.
بابیان در سه درگیری اصلی در طبرسی، زنجان و نیریز، توسط دشمنان خود به شورش علیه حکومت متهم می‌شدند. با این حال بعید به نظر می‌رسد که این اقدامات صرفاً انقلابی بوده باشد. بابیان در مطرح ساختن دعاوی و رسالت خود بی پروا بودند ولی در هر سه مورد نبردهایی که به وقوع پیوست ماهیتی دفاعی داشت و در مورد دو درگیری شهری (نیریز و زنجان) با تنش‌های اجتماعی و سیاسیِ از پیش موجود در ارتباط بود. در ضمن هیچ مدرکی دال بر اینکه این اقدامات از پیش هماهنگ شده باشند وجود ندارد.

## درگیری‌های اصلی

### قلعه طبرسی
ملّا حسین بشروئی، نخستین مؤمن به باب و از رهبران جنبش بابیه و حروف حی، که مدتی در مشهد به تبلیغ بابیه پرداخته بود، شهر مشهد را در ژوئیه سال ۱۸۴۸ ترک کرد و با گروهی روبه‌تزاید از پیروانش پرچم سیاه موعود را که وعده داده شده بود همزمان با ظهور مهدی از خراسان بلند خواهد شد برافراشت و به سمت غرب کشور حرکت کرد. هدف این گروه نامعلوم است اما گمان می‌رود که احتمالاْ قصد آن‌ها رفتن به آذربایجان و آزاد ساختن باب بوده باشد. شرایط در ماه سپتامبر آن سال با مرگ محمّدشاه و هرج‌ومرج و آشفتگی‌ای که قبل از به تخت نشستن پسرش ناصرالدین میرزا رخ داد به طرز چشمگیری تغییر کرد. ملّاحسین و همراهانش وقتی به شهر شمالی بارفروش (بابل کنونی)، در نزدیکی دریای خزر، رسیدند، توسط گروهی به رهبری یک روحانی محلی مورد حمله قرار گرفتند. درگیری آغاز شد، و چندین بابی و مخالفان‌شان کشته شدند. این گروه بابی که تعدادشان اکنون به چند صد نفر رسیده بود، در آرامگاه کوچک و محلی شیخ طبرسی به تاریخ ۱۲ اکتبر پناه گرفتند.

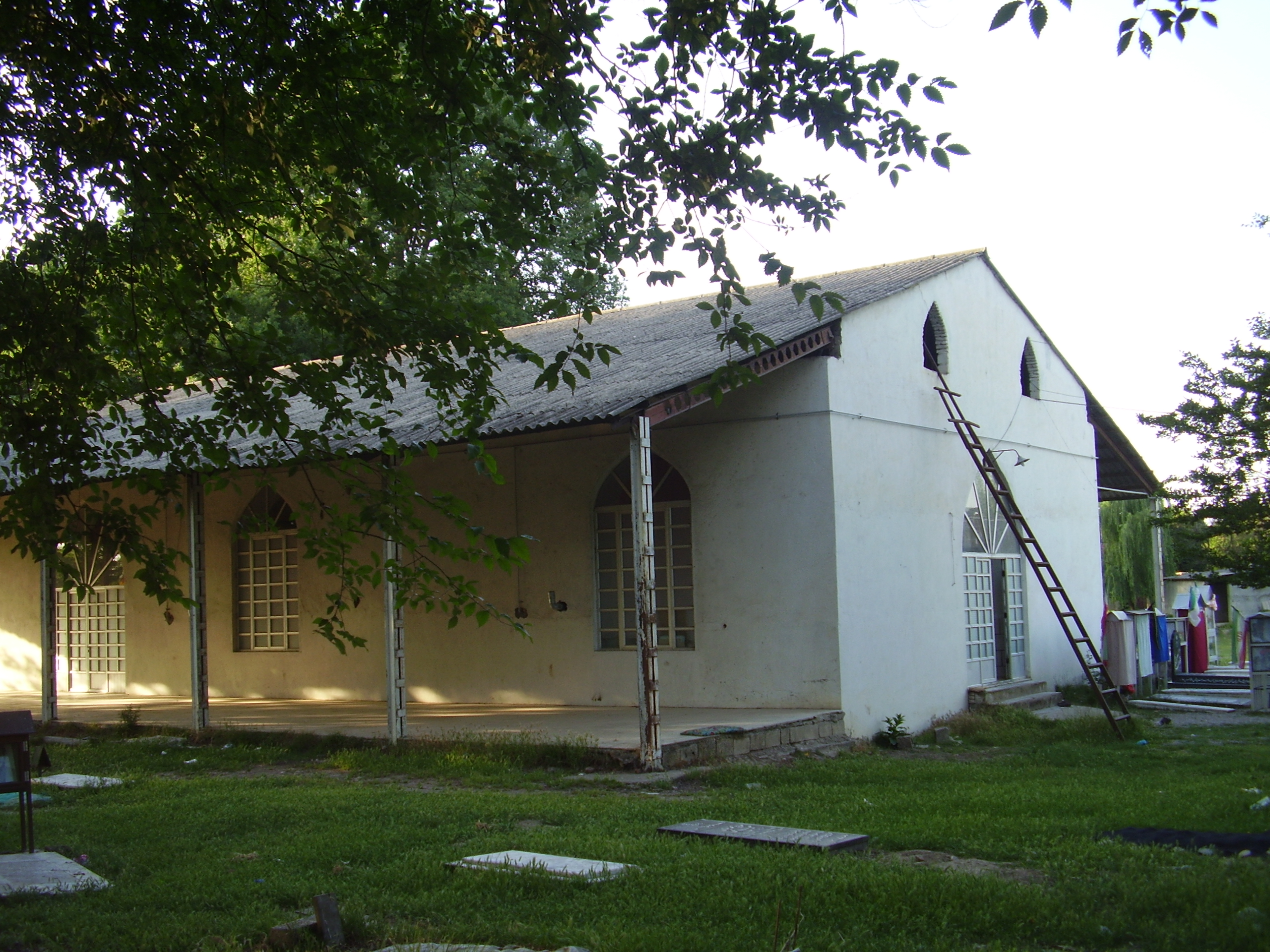
مقبره شیخی طبرسی

بابیان توسط مخالفان به شورش متهم شده و متعاقباْ توسط نیروهای مختلف محلّی و ملّی مورد حمله قرار گرفتند. آن‌ها برخلاف انتظار به شدت مقاومت کردند و بسیاری از مهاجمان را به قتل رساندند. سرانجام پس از هفت ماه محاصره، بابیان که بر اثر گرسنگی ضعیف شده بودند و بسیاری از نیروهای خود را از دست داده بودند، به سوگند دروغین مهاجمان [به قرآن] برای برقراری آتش‌بس پاسخ مثبت دادند و از قلعه خارج شدند ولی بلافاصله تقریباً تماماً قتل‌عام شدند (۱۰ مه ۱۸۴۹). این ضربه بزرگی به آیین جدید بود، نیمی از حروف حیّ در این نبرد و پسایند آن کشته شدند. محمد علی بارفروشی، ملقب به قدوس، که رهبری بابیان در این قلعه را به عهده داشت به پیشوای روحانی محلیِ بابل [سعید العلماء] تحویل داده شد. به دستور سعید العلماء، محمد علی بارفروشی را در میدان اصلی شهر بارفروش شکنجه کرده و کشتند و جسدش را تکه‌تکه کردند.

#### کشته‌شدگان سبعه
پس از واقعه قلعه شیخ طبرسی، برای صدور حکم اعدام تنها اعتقاد به باب کفایت می‌کرد. «شهدای سبعه تهران» نمونه‌ای شناخته شده در این زمینه است: هفت نفر از بابی‌های برجسته تهران شامل سه تاجر، دو روحانی، یک درویش برجسته و یک مقام حکومتی در فوریه ۱۸۵۰ به جرم اعتقاد به باب در ملاء عام اعدام شدند. این هفت تن همه مردانی از رده‌های بالای اجتماعی بودند که به راحتی می‌توانستند با انکار ایمان خود به باب جان بدر برند. آنان اما کشته شدن را بر انکار ایمان ترجیح دادند.

### زنجان
در زنجان، یکی از روحانیون برجسته، ملّا محمّد علی حجّت زنجانی، که بابی شده بود هزاران نفر از پیروان خود را به آیین جدید درآورد. درگیری‌ای بین جمعیت بابی و غیر بابی شهر ایجاد شد و در نتیجه حاکم شهر، شهر را به دو قسمت بابی و غیر بابی تقسیم کرد. بین دو گروه جنگ درگرفت، حاکم شهر نیروهای مسلح متعددی به کار گرفت، و محله بابیان به مدت تقریباً ۹ ماه محاصره شد که طی آن مدافعان بابی با تجهیزات ناچیز محاصره کنندگان مسلح را متوقف کردند و بسیاری را کشتند. بسیاری از بابیان در طول مبارزه کشته شدند و بیشتر بازماندگانی که تا آخر جنگیدند، قتل‌عام شدند. بابیان، مطابق با قوانین شیعه، معتقد بودند که وقتی امام در جهان است، فقط او می‌تواند حکم جهاد صادر کند. آنها مجاز بودند که برای دفاع از خود وارد جنگ شوند، اما حمله بدون دستور صریح امام - یعنی خود باب - قابل پذیرش نبود. از همان روزهای آغازین جنبش، بابی‌ها انتظار داشتند که چنین دستوری صادر شود. قرار بود امام زمان علیه دشمنان خود بجنگد و آن‌ها را شکست دهد و بابیان انتظار داشتند که برای پاکسازی جهان از شر و کفر به این جهاد بپیوندند. بابی‌های زنجان آماده بودند، اما دستور هرگز صادر نشد - در حقیقت، گفته می‌شود وقتی باب سه سال پیش از آن، از زنجان [در مسیر تبعید و زندانی شدن در آذربایجان] می‌گذشت حجت را از هرگونه اقدامی مبنی بر به کار بردن زور و خشونت منع کرده بود. تواریخ بابی نیز بر سر این مسئله توافق دارند که بابیان زنجان اعلام جهاد نکردند بلکه صرفاً از خود دفاع کردند. با در نظر داشتن عدم دستور جهاد از سوی باب، اهداف جنگ بابیان صرفاً در جهت دفاع از خود بود و وقتی که موفق به دفاع از خود نمی‌شدند با تأسی از امام حسین و یارانش برای دفاع از حقیقت دیانتشان با طیب خاطر جان می‌دادند. هدف دولت از جنگ امّا عملی‌تر بود: از بین بردن احتمال حمله نظامی بابیان به جاده حیاتی تهران-تبریز. بابیان امکان رسیدن به توافقی قابل قبول با دولت را نداشتند جنگیدند تا اینکه فقط حدود صد نفر از مبارزان آن‌ها برای تسلیم باقی ماندند. دولت تقریباً موفق به نابودی کامل جامعه بابی زنجان شد. جامعه فعال بابی بعد از اینکه فرزندان بازماندگان درگیری در زنجان بزرگ شدند، دوباره احیاء شد.

### نیریز
درگیری نیریز توسط سید یحیی دارابی ملقب به «وحید»، از روحانیون برجسته محلی که به آئین بابی درآمده بود رهبری شد. سید یحیی دارابی فرزند سید جعفر کشفی بود و مانند پدر به دربار قاجار وابسته بود. محمد شاه و میرزا آغاسی از وی خواسته بودند که در مورد دعاوی باب تحقیق کند. او بعد از سه دیدار با باب در شیراز در به وی ایمان آورد و زان پس، شروع به سفرهای گسترده‌ای برای ترویج آئین بابی نمود. او برای اعلان ایمان به پدر به بروجرد سفر کرد و پس از آن به اصفهان، اردستان و تهران رفت و در تهران مدتی نزد میرزا حسینعلی (بهاءالله) اقامت داشت. او همچنین به خراسان و قزوین، شیراز و یزد سفر کرد. در زمستان ۱۸۴۷–۱۸۴۸ (۱۲۶۴ ه‍.ق) بار دیگر توانست با باب که به ماکو تبعید شده بود دیدار کند. در یزد وی موفق شد تعدادی از بزرگان و علماء را به آیین جدید درآورد. این اقدامات منجر به مخالفت بعضی علماء و حاکم وقت یزد، آقا خان ایروانی شد. وحید یزد را به مقصد اصطهبانات و بوانات ترک کرد و شماری از سکنه آنجا را نیز به آئین جدید درآورد. وی در اواخر ماه مه ۱۸۵۰ وارد نیریز شد. گفته می‌شود بسیاری از ساکنان نیریز برای استقبال از وحید به اصطهبانات رفته بودند. مدت کمی پس از ورود او به نیریز، ترویج آئین بابی توسط او که منجر به ایمان آوردن شمار زیادی از مردم شد، مخالفت‌هایی برانگیخت و بر تنش‌های موجود در شهر افزود. حاج زین العابدین خان، فرمانده محلی، سعی داشت تا با توسل به زور و خشونت تنش‌ها را حلّ و فصل کند. وی بیش از ۱۰۰۰ نفر نیروی شبه نظامی را بسیج کرد تا جلوی وحید و پیروانش را بگیرد. در نتیجه شهر به دو دسته تقسیم شد. در یک سو فرمانده و نیروهایش قرار داشتند که محلهٔ بازار را تحت تصرف داشتند و در سمت دیگر وحید و بابی‌ها. جنگی مسلّحانه بین بابیان و نیروهای منطقه‌ای آغاز شد. همانند درگیری زنجان و طبرسی، شور و حرارت بابیان در ابتدا باعث غلبه‌شان بر نیروهای مسلح اعزامی شد و آن‌ها را قادر ساخت به رهبری سید یحیی دارابی در برابر جمعیتی چند برابر جمعیت خودشان مقتدرانه بجنگند. در نهایت اما محاصره کنندگان با نیرنگ و اعلام آتش‌بس دروغین بر بابیان پیروز شدند. این نبرد که کمتر از یک ماه (۲۷ مه-۲۱ ژوئن ۱۸۵۰) به طول انجامید با شکنجه و کشتار بازماندگان بابی و قتل سید یحیی دارابی به اتمام رسید.

## قتل‌عام بابیان در پی سوء قصد نافرجام
به دنبال بروز درگیری بین بابیان و دولت، امیرکبیر، نخست‌وزیر ناصرالدین شاه، مصمم شد که خود باب را اعدام کند. اگرچه این اعدام به وضوح یک اقدام دولتی بود، اما به راحتی توسط روحانیون ارشد تبریز مشروعیت مذهبی یافت و بر اساس فتاوای آنها انجام شد. یکی از پیروان باب به نام محمد علی زنونی (ملقب به انیس) از همه سرزنش‌ها و توصیه‌ها جهت وادار کردن او به انکار مولایش سرباز زد و در عوض ترجیح داد همراه او اعدام شود.
دو سال بعد در سپیده دم بامداد روز ۸ شوال ۱۲۶۸ هنگامی که ناصرالدین شاه از کاخ ییلاقی نیاوران عازم شکار بود، گروهی از بابیان که توسط شیخ علی عظیم مأمور شده بودند، در فاصله کوتاهی از کاخ به شاه حمله کردند. آنان عریضه به دست به موکب شاه که تنها به اتفاق چند تن ملازم رکاب پیش می‌راند، نزدیک شدند و جبران وهنی را خواستند که با کشته شدن سید علی‌محمد باب به کیش آنان وارد شده بود. به ترتیب سه تن از آنان سه تیر شلیک کردند که تیر دوم شاه را مجروح ساخت. در زد و خوردی که پیش‌آمد قراولان شاه یک تن از مهاجمان را کشتند و دو تن را دستگیر کردند.

تصویری از سلیمان‌خان در حالی که شمع‌آجین شده‌است.اثر تورج جهانگیرلو

مهدعلیا، شاه را به دست داشتن میرزا آقاخان نوری در سوءقصد مظنون کرد و میرزا آقاخان برای مبری ساختن خود از تهمت، شدت عمل به خرج داد و بابیان را به‌طور گسترده سرکوب و دستگیر ساخت. ازجمله این دستگیرشدگان بهاءالله بود که توسط سفارت روسیه به ایران تحویل داده شد. متعاقباً تعدادی از دستگیرشدگان به دست صاحب‌منصبان دولتی سپرده شدند تا کشته شوند. قرةالعین نیز در این ماجرا کشته شد. او که از سال ۱۲۶۵ هجری قمری دستگیرشده بود، در زمان سوءقصد در منزل کلانتر تهران محبوس بود ولی دو هفته بعد از واقعه استنطاق و اعدام شد.
شاه در این سوءقصد فقط جراحات سطحی برداشت ولی فرمان قتل‌عام بابیان را صادر کرد. بسیاری از بابیان و حتی افرادی که مشکوک به بابی بودن بودند، در یک کشتار دسته‌جمعی هولناک با سازماندهی علماء، دولتیان، شاهزادگان قاجار، دیوان‌سالاران و تاجران در ملاء عام به نحو فجیع شکنجه و اعدام شدند. میرزا آقاخان نوری برای کاهش احتمال انتقام، دستور داده بود که قربانیان بین گروه‌های مختلف مانند نظامیان، نجیب‌زادگان و اساتید و شاگردان دارالفنون تقسیم شوند تا مسئولیت کشتار بین همگان تقسیم شود. بعضی را شمع‌آجین کردند، بعضی را به دم توپ بستند، بعضی را قطعه قطعه کردند، و بعضی را قبل از اعدام چشم از حدقه درآورند، یا پوست از پا کندند و بعد از فرو بردن در قیر داغ مجبور به دویدن کردند. چندین هزار نفر در این قتل‌عام کشته شدند.

### سایر موارد
آزار و اذیت نهایی بابیان قبل از ظهور دیانت بهائی به عنوان اصلی‌ترین جانشین جنبش بابی، در سال ۱۸۶۴ اتفاق افتاد. روحانی برجسته شیعه اصفهان شیخ محمد باقر اصفهانی، حدود دوازده بابی را در نجف آباد در نزدیکی اصفهان دستگیر کرد. همهٔ این بابیان مورد شکنجه و ضرب و شتم قرار گرفتند، و در نهایت چهار نفر از آنان به قتل رسیده و بقیه آزاد شدند. تقریباً همه کسانی که بعد از سال ۱۸۶۴ به عنوان «بابی» کشته شدند در واقع بهائی بودند.

### آمار کشته شدگان
دربارهٔ شمار بابیانِ قتل‌عام، عدد دقیقی در دست نیست. یکی از پژوهش‌های متأخر، این عدد را کمی بیش از سه هزار نفر، برآورد کرده‌است که بیشترشان در درگیری‌های طبرسی، نیریز و زنجان، کشته شدند. تعداد، احتمالاً از این مقدار، بیشتر است، به ویژه به دلیل اینکه نام‌ها و مسئلهٔ اعدام بابیانی که در سال ۱۸۵۲ کشته شدند، جایی ثبت نشده‌است. بیشتر کشته‌شدگان، مرد بودند؛ البته به فهرست کشته‌شدگان مورد نظر، آن دسته از زنان، کودکان و سالمندانی که از سختی و گرسنگی، درگذشتند نیز باید افزود. در منابع بهائی، عدد کشته‌شدگان را کم و بیش، بیست هزار تن، اعلام شده‌است. برخی از افراد قتل‌عام شدهٔ پیش‌گفته، بهائی بودند.

## جستاری‌های وابسته
- سید علی محمد باب
- بابیه
- حروف حی